# Gerrit Bicker

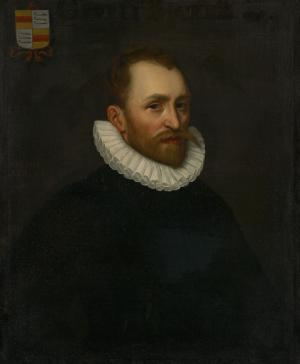
Gerrit Bicker, Amsterdam Museum

Gerrit Pietersz Bicker (* 1554 in Amsterdam; † 1604 ebenda) war ein wohlhabender Patrizier der Stadt Amsterdam.

## Biografie
Gerrit entstammte dem bedeutenden Geschlecht der Bicker. Er wurde als Sohn des Bierbrauers und Amsterdamer Gesandten in Danzig, Pieter Pietersz Bicker (1522–1585) und der Lijsbeth Benningh, Banninck (einer Vorfahrin von Frans Banninck Cocq) geboren. Seine Brüder waren Laurens Bicker, Jacob Bicker (1555–1587) und seine Schwester war Dieuwer Jacobsdr Bicker (1584–1641). Gerrit verehelichte sich im Jahre 1580 mit Aleyd Andriesdr Boelens Loen, abstammend von Andries Boelens, und war der Vater der Politiker Johan, Andries, Cornelis und Jacob Bicker. Sein Schwager war Bürgermeister Jan Claes Boelens. 1585 gehörte er zu den reichsten Unternehmern Amsterdams. Gerrit Bicker bewohnte ein Stadthaus am Oudezijds Achterburgwal und später in der Niezel.

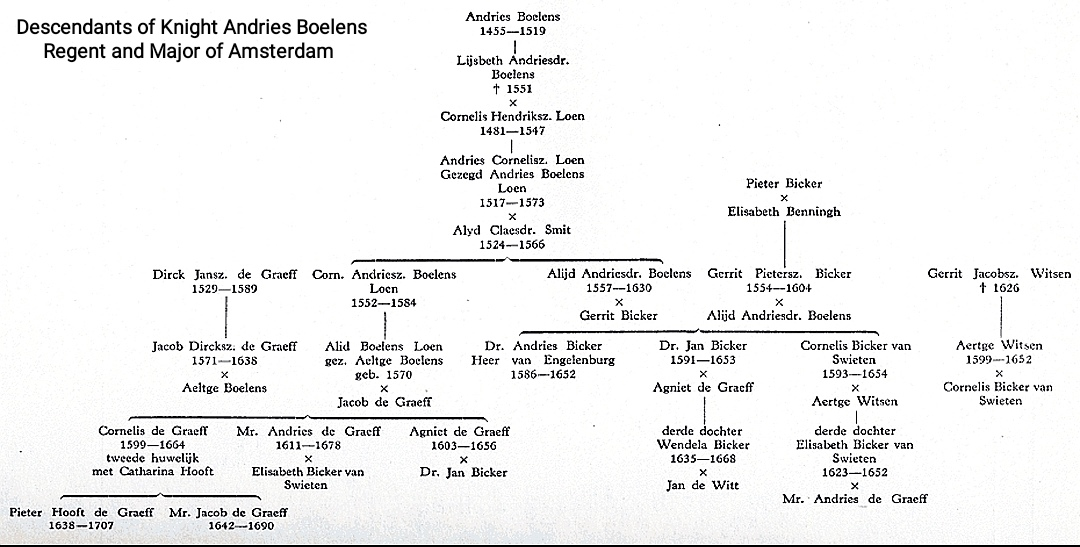
Übersicht über die maßgeblichen Familienbeziehungen der Amsterdamer Oligarchie um die Geschlechter Boelens Loen, De Graeff, Bicker (van Swieten), Witsen sowie Johan de Witt im Goldenen Zeitalter.

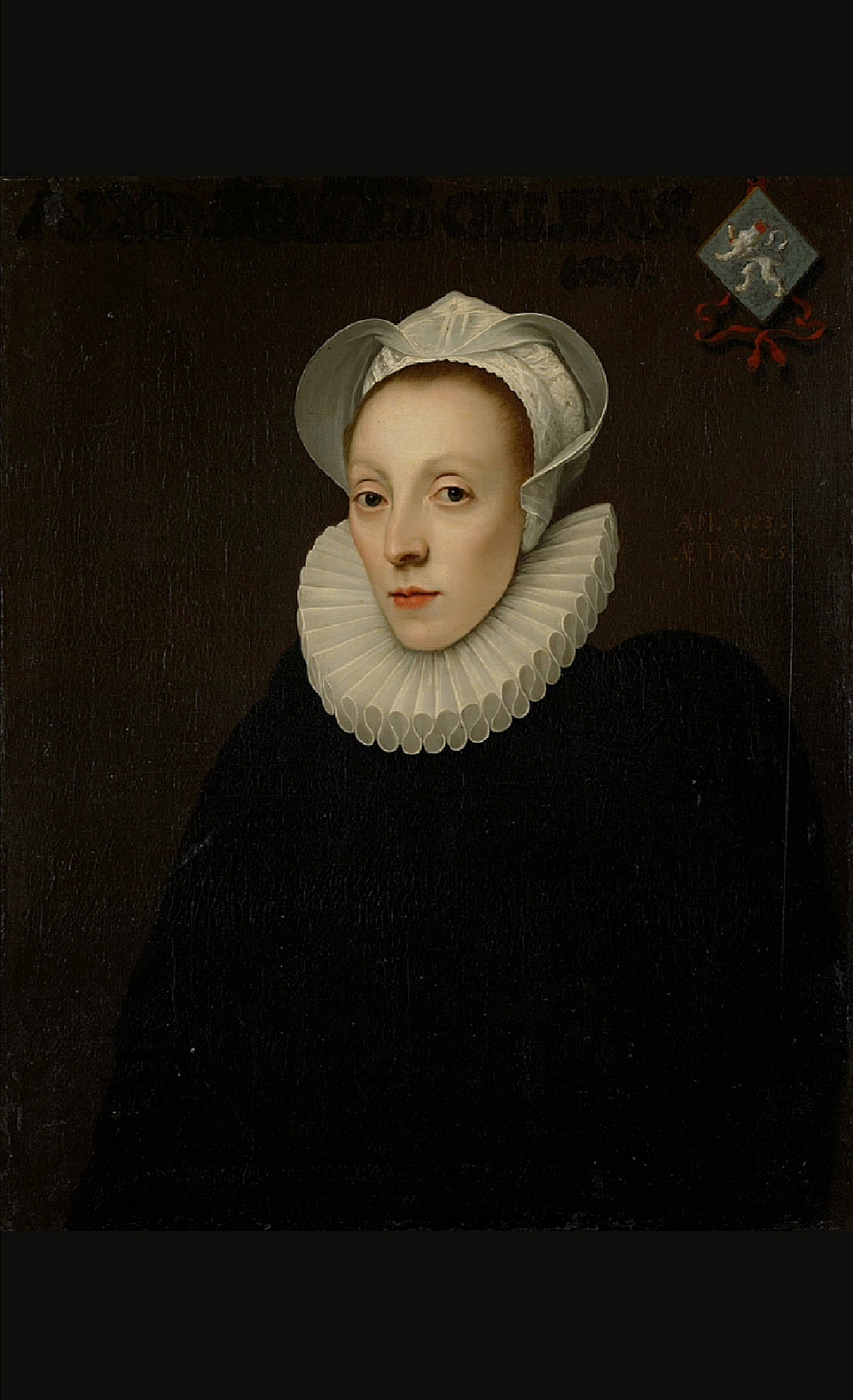
Alijda Andriesdr Boelens (Loen) (1557–1630), Ehefrau von Gerrit Bicker

Gerrit Bicker war 1585 Heemraad von Nieuwer-Amstel, 1587 Kommissar der Stadt Amsterdam, 1590 wurde er als Vroedschap Mitglied in der Amsterdamer Stadtregierung. Er war in diesem Jahr auch Schepen. 1594 trat er als einer der Gründer und Vorsteher der Compagnie van Verre auf. Im folgenden Jahr richtete er gemeinsam mit seinem Bruder Laurens die Compagnie van Guinee auf. 1600 verkaufte er seine Brauerei, um zwei Jahre danach als einer der ersten mit 21.000 Gulden in die neu aufgestellte Niederländische Ostindien-Kompanie zu investieren. Er wurde zu einem der ersten Bewindhebber dieser Kompanie. Gerrit Bicker gehörte überdies zu den ersten Händlern, die das Weiße Meer befuhren, und eine eigene Handelsgesellschaft gründeten. Im Jahre 1603 erfolgte seine Ernennung zum Bürgermeister von Amsterdam; im folgenden Jahr trat er im Namen der Stadt als Ambachtsherr von Amstelveen und Nieuwer-Amstel auf.